# ألبانو لاتسيالي

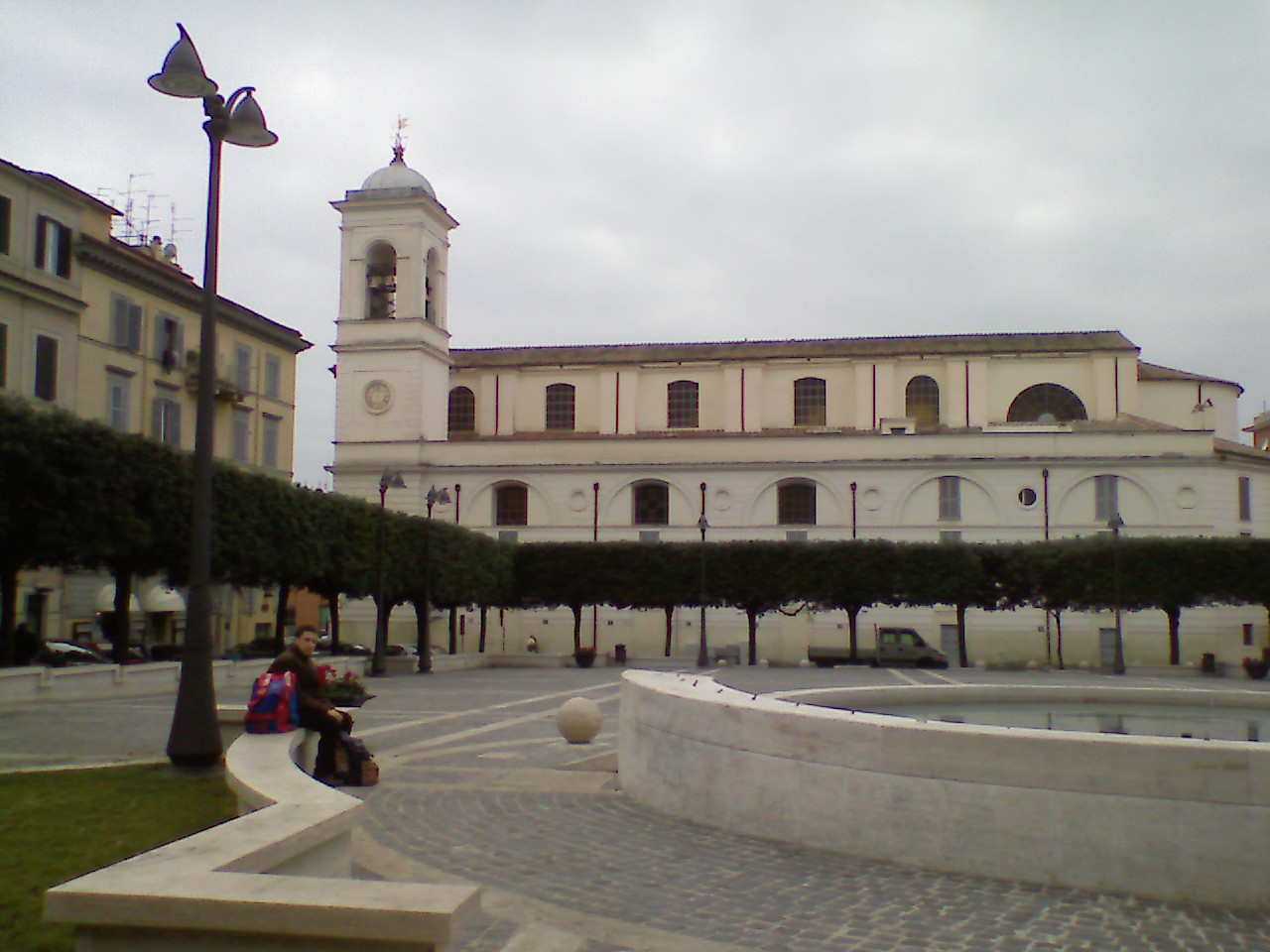

ألبانو لاتسيالي Albano Laziale ، مدينة إيطالية في مقاطعة روما ، على تلال ألباني بإقليم لاتسيو ، عدد سكانها 38.464 نسمة . تبعد عن مدينة روما مسافة 25 كيلومتر .

## السكان
تطور النمو السكاني لـ ألبانو لاتسيالي

## توأمة
لألبانو لاتسيالي اتفاقيات توأمة مع كل من:
- Białogard [الإنجليزية]‏
- كشالين (2008 - )[5]
- أليتس
- سافيلي

## أعلام
- برونو مونتي
- سيموني بيبي
- بييرو تاروفي
- إينوسنت الأول
- داميانو فيرونيتي